# Danny Drinkwater
Daniel Noel "Danny" Drinkwater (sinh ngày 5 tháng 3 năm 1990) là cựu cầu thủ bóng đá người Anh chơi ở vị trí tiền vệ phòng ngự.
Trước đây, Drinkwater từng thi đấu cho Manchester United, Leicester City và có một thời gian thi đấu dưới dạng cho mượn tại các câu lạc bộ Huddersfield Town, Cardiff City, Watford, Barnsley.
Anh cũng từng thi đấu cho đội tuyển Anh ở các cấp độ U–18, U–19 và đội tuyển quốc gia.
Mùa giải 2015–16, Drinkwater đã cùng Leicester City lên ngôi vô địch giải bóng đá Ngoại hạng Anh.

## Sự nghiệp

### Manchester United
Sinh ra tại Manchester, Anh Drinkwater gia nhập học viện Manchester United khi mới 9 tuổi. Tháng 7 năm 2006 Drinkwater ký hợp đồng với Manchester United nhưng không ra sân trận nào.
Ngày 14 tháng 8 năm 2009, Drinkwater bị đem cho câu lạc bộ Huddersfield Town mượn trong suốt mùa giải 2009-10. Trước khi bị đem cho câu lạc bộ Cardiff City mượn vào ngày 8 tháng 7 năm 2010. Trong suốt thời gian tại Cardiff, Drinkwater đã có 12 lần ra sân, trong đó có 9 trận thi đấu tại giải quốc nội. Ba ngày sau khi trở về Manchester United, Drinkwater gia nhập Watford ngày 28 tháng 1 năm 2011 theo dạng tiếp tục cho mượn đến hết mùa giải. Ngày 23 tháng 8 năm 2011, Drinkwater lại có một mùa giải dưới dạng cho mượn tại câu lạc bộ Barnsley.

### Leicester City
Ngày 20 tháng 1 năm 2012, Drinkwater chính thức gia nhập câu lạc bộ Leicester City. Anh ra sân 164 trận và ghi được 12 bàn. Anh đã cùng đồng đội vô địch Ngoại hạng Anh mùa giải 2015-16.

### Chelsea
Vào ngày 1 tháng 9 năm 2017, Drinkwater ký hợp đồng với nhà vô địch Premier League Chelsea trong hợp đồng 5 năm, với khoản phí 35 triệu £.

## Sự nghiệp quốc tế
Drinkwater được gọi vào đội tuyển quốc gia Anh vào ngày 17 tháng 5 năm 2016, chuẩn bị cho 2 trận giao hữu với Đức và Hà Lan. Mười hai ngày sau, Drinkwater có lần đầu tiên ra sân cho đội tuyển Anh trong trận thua 2–1 trước Hà Lan trên sân Wembley và được bình chọn là cầu thủ xuất sắc nhất trận đấu.
Drinkwater có tên trong danh sách sơ bộ 26 người tham dự Euro 2016 của Roy Hodgson nhưng cuối cùng anh là một trong ba cầu thủ bị loại.

## Thống kê

### Câu lạc bộ
Tính đến 22 tháng 2 năm 2020
| Câu lạc bộ               | Mùa giải       | Giải quốc nội  | Giải quốc nội | Giải quốc nội | Cúp FA | Cúp FA | Cúp Liên đoàn | Cúp Liên đoàn | Châu Âu | Châu Âu | Khác | Khác | Tổng cộng | Tổng cộng |
| Câu lạc bộ               | Mùa giải       | Hạng đấu       | Trận          | Bàn           | Trận   | Bàn    | Trận          | Bàn           | Trận    | Bàn     | Trận | Bàn  | Trận      | Bàn       |
| ------------------------ | -------------- | -------------- | ------------- | ------------- | ------ | ------ | ------------- | ------------- | ------- | ------- | ---- | ---- | --------- | --------- |
| Manchester United        | 2008–09        | Premier League | 0             | 0             | 0      | 0      | 0             | 0             | 0       | 0       | 0    | 0    | 0         | 0         |
| Manchester United        | 2009–10        | Premier League | —             | —             | —      | —      | —             | —             | —       | —       | 0    | 0    | 0         | 0         |
| Manchester United        | 2010–11        | Premier League | 0             | 0             | —      | —      | —             | —             | —       | —       | —    | —    | 0         | 0         |
| Manchester United        | 2011–12        | Premier League | 0             | 0             | —      | —      | —             | —             | —       | —       | 0    | 0    | 0         | 0         |
| Manchester United        | Tổng cộng      | Tổng cộng      | 0             | 0             | 0      | 0      | 0             | 0             | 0       | 0       | 0    | 0    | 0         | 0         |
| Huddersfield Town (mượn) | 2009–10        | League One     | 33            | 2             | 1      | 0      | 1             | 0             | —       | —       | 2    | 0    | 37        | 2         |
| Cardiff City (mượn)      | 2010–11        | Championship   | 9             | 0             | 1      | 0      | 2             | 0             | —       | —       | —    | —    | 12        | 0         |
| Watford (mượn)           | 2010–11        | Championship   | 12            | 0             | —      | —      | —             | —             | —       | —       | —    | —    | 12        | 0         |
| Barnsley (mượn)          | 2011–12        | Championship   | 17            | 1             | 1      | 0      | —             | —             | —       | —       | —    | —    | 18        | 1         |
| Leicester City           | 2011–12        | Championship   | 19            | 2             | —      | —      | —             | —             | —       | —       | —    | —    | 19        | 2         |
| Leicester City           | 2012–13        | Championship   | 42            | 1             | 1      | 0      | 1             | 0             | —       | —       | 2    | 0    | 46        | 1         |
| Leicester City           | 2013–14        | Championship   | 45            | 7             | 0      | 0      | 4             | 1             | —       | —       | —    | —    | 49        | 8         |
| Leicester City           | 2014–15        | Premier League | 23            | 0             | 1      | 0      | 0             | 0             | —       | —       | —    | —    | 24        | 0         |
| Leicester City           | 2015–16        | Premier League | 35            | 2             | 1      | 0      | 1             | 0             | —       | —       | —    | —    | 37        | 2         |
| Leicester City           | 2016–17        | Premier League | 29            | 1             | 2      | 0      | 1             | 0             | 10      | 0       | 1    | 0    | 43        | 1         |
| Leicester City           | Tổng cộng      | Tổng cộng      | 193           | 13            | 5      | 0      | 7             | 1             | 10      | 0       | 3    | 0    | 218       | 14        |
| Chelsea                  | 2017–18        | Premier League | 12            | 1             | 4      | 0      | 3             | 0             | 3       | 0       | —    | —    | 22        | 1         |
| Chelsea                  | 2018–19        | Premier League | 0             | 0             | 0      | 0      | 0             | 0             | 0       | 0       | 1    | 0    | 1         | 0         |
| Chelsea                  | Tổng cộng      | Tổng cộng      | 12            | 1             | 4      | 0      | 3             | 0             | 3       | 0       | 1    | 0    | 23        | 1         |
| Burnley (mượn)           | 2019–20        | Premier League | 1             | 0             | 0      | 0      | 1             | 0             | —       | —       | —    | —    | 2         | 0         |
| Aston Villa (mượn)       | 2019–20        | Premier League | 4             | 0             | —      | —      | 0             | 0             | —       | —       | —    | —    | 4         | 0         |
| Tổng sự nghiệp           | Tổng sự nghiệp | Tổng sự nghiệp | 281           | 17            | 12     | 0      | 14            | 1             | 13      | 0       | 6    | 0    | 326       | 18        |

1. ↑  Ra sân tại play-offs League One
2. ↑  Ra sân tại play-offs Championship
3. 1 2  Ra sân tại UEFA Champions League
4. 1 2  Ra sân tại FA Community Shield

### Đội tuyển quốc gia
Tính đến 27 tháng 5 năm 2019 
| Đội tuyển | Năm       | Ra sân | Ghi bàn |
| --------- | --------- | ------ | ------- |
| Anh       | 2016      | 3      | 0       |
| Tổng cộng | Tổng cộng | 3      | 0       |

## Danh hiệu

### Câu lạc bộ
Leicester City
- EFL Championship: 2013–14
- Premier League: 2015–16

Chelsea
- FA Cup: 2017–18 [7]

### Quốc tế
U-19 Anh
- Á quân UEFA European Under-19 Championship: 2009 [8]

### Cá nhân
- Championship PFA Team of the Year: 2013–14 [9]
- Championship – Cầu thủ xuất sắc nhất của tháng: Tháng 12, 2013
- Leicester City – Cầu thủ xuất sắc nhất mùa giải: 2013–14[10]
- Leicester City – Bàn thắng đẹp nhất mùa giải: 2013–14